# Graomys chacoensis
Graomys chacoensis is een zoogdier uit de familie van de Cricetidae. De wetenschappelijke naam van de soort werd voor het eerst geldig gepubliceerd door Joel Asaph Allen in 1901.

## Voorkomen
De soort komt voor in het midden van Argentinië, het zuiden van Bolivia, Paraguay en het westen van Brazilië.